# The Grateful Dead Movie Soundtrack
Albums de Grateful Dead
Dick's Picks Volume 34
(2005) Rare Cuts and Oddities 1966
(2005)
The Grateful Dead Movie Soundtrack est un album live du Grateful Dead sorti en 2005.
Ce coffret de 5 CD propose des extraits de la série de concerts donnés au Winterland Ballroom de San Francisco chaque soir du 16 au 20 octobre 1974. Ces concerts, déjà immortalisés par l'album Steal Your Face (1976) et le film The Grateful Dead Movie (1977) ont été les derniers donnés par le groupe avant une pause de plusieurs mois. Celui du 20 octobre marque le retour du batteur Mickey Hart, qui avait quitté le Dead trois ans plus tôt.

## Titres

### CD 1
Le disque 1 contient des chansons jouées le 16 (Playing in the Band), le 17 (China Cat Sunflower et I Know You Rider), le 18 (U.S. Blues) et le 19 octobre (One More Saturday Night, Eyes of the World et China Doll).
1. U.S. Blues (Robert Hunter, Jerry Garcia) – 5:13
2. One More Saturday Night (Bob Weir) – 6:33
3. China Cat Sunflower (Hunter, Garcia) – 9:14
4. I Know You Rider (trad. arr. Grateful Dead) – 6:07
5. Eyes of the World (Hunter, Garcia) – 13:01
6. China Doll (Hunter, Garcia) – 6:16
7. Playing in the Band (Hunter, Mickey Hart, Weir) – 31:44

### CD 2
Le disque 2 est entièrement tiré du concert du 17 octobre, sauf Scarlet Begonias, qui provient de celui du 19.
1. Scarlet Begonias (Hunter, Garcia) – 13:56
2. He's Gone (Hunter, Garcia) – 13:01
3. Jam (Grateful Dead) – 7:31
4. Weirdness (Grateful Dead) – 8:05
5. The Other One (Bill Kreutzmann, Weir) – 7:34
6. Spanish Jam (Grateful Dead) – 1:48
7. Mind Left Body Jam (Grateful Dead) – 3:10
8. The Other One (Kreutzmann, Weir) – 2:28
9. Stella Blue (Hunter, Garcia) – 9:04
10. Casey Jones (Hunter, Garcia) – 5:23

### CD 3
Le disque 3 est entièrement tiré du concert du 18 octobre.
1. Weather Report Suite (Weir, Eric Andersen, John Barlow) – 16:44
2. Jam (Grateful Dead) – 8:54
3. Dark Star (Hunter, Garcia, Hart, Kreutzmann, Phil Lesh, Pigpen, Weir) – 24:10
4. Morning Dew (Bonnie Dobson, Tim Rose) – 13:54
5. Not Fade Away (Buddy Holly, Norman Petty) – 8:34
6. Goin' Down the Road Feeling Bad (trad. arr. Grateful Dead) – 7:33

### CD 4
Le disque 4 est entièrement tiré du concert du 19 octobre, sauf Sugar Magnolia, qui provient de celui du 17.
1. Uncle John's Band (Hunter, Garcia) – 9:08
2. Big Railroad Blues (Noah Lewis) – 5:02
3. Tomorrow Is Forever (Dolly Parton, Porter Wagoner) – 6:26
4. Sugar Magnolia (Hunter, Weir) – 5:26
5. He's Gone (Hunter, Garcia) – 13:49
6. Caution Jam (Grateful Dead) – 4:30
7. Drums (Kreutzmann) – 1:23
8. Space (Grateful Dead) – 9:14
9. Truckin' (Hunter, Garcia, Lesh, Weir) – 9:48
10. Black Peter (Hunter, Garcia) – 10:10
11. Sunshine Daydream (Hunter, Weir) – 3:14

### CD 5
Le disque 5 est entièrement tiré du concert du 20 octobre.
1. Playing in the Band (Hunter, Hart, Weir) – 13:24
2. Drums (Hart, Kreutzmann) – 4:09
3. Not Fade Away (Holly, Petty) – 14:44
4. Drums (Hart, Kreutzmann) – 4:53
5. The Other One (Kreutzmann, Weir) – 10:56
6. Wharf Rat (Hunter, Garcia) – 9:35
7. Playing in the Band (Hunter, Hart, Weir) – 8:38
8. Johnny B. Goode (Chuck Berry) – 3:55
9. Mississippi Half-Step Uptown Toodleloo (Hunter, Garcia) – 7:34
10. We Bid You Goodnight (trad. arr. Grateful Dead) – 1:59

## Musiciens
- Jerry Garcia : guitare, chant
- Donna Jean Godchaux : chant
- Keith Godchaux : claviers, Piano
- Mickey Hart : batterie (CD 5 uniquement)
- Bill Kreutzmann : batterie
- Phil Lesh : basse, chant
- Bob Weir : guitare, chant